# Aue-Fallstein
Aue-Fallstein war eine Gemeinde im Landkreis Harz in Sachsen-Anhalt, die von 2003 bis 2009 bestand, und gehört jetzt zur Stadt Osterwieck. Auf einer Fläche von 118,41 km² lebten 5.095 Einwohner (Stand: 31. Dezember 2008).

## Geschichte
Die Gemeinde entstand als Einheitsgemeinde am 11. September 2003 durch den freiwilligen Zusammenschluss der bis dahin selbständigen Gemeinden Deersheim, Hessen, Osterode am Fallstein, Rohrsheim, Veltheim und Zilly sowie der Stadt Dardesheim, die zu Ortsteilen der neuen Gemeinde wurden. Die Verwaltungsgemeinschaft Aue-Fallstein, die durch die zusammengeschlossenen Gemeinden gebildet wurde, hörte ebenfalls auf zu existierten.
Von 1. Januar 2005 bis zu ihrer Auflösung am 31. Dezember 2009 war die Gemeinde Mitgliedsgemeinde der Verwaltungsgemeinschaft Osterwieck-Fallstein und somit keine Einheitsgemeinde mehr. Am 1. Januar 2010 schlossen sich die bis dahin selbstständigen Gemeinden Aue-Fallstein, Berßel, Bühne, Lüttgenrode, Rhoden, Schauen und Wülperode mit der Stadt Osterwieck zur neuen Stadt Osterwieck zusammen. Die Ortsteile von Aue-Fallstein wurden dadurch Ortsteile von Osterwieck.

## Wappen
Das Wappen wurde am 7. Oktober 2003 durch das Regierungspräsidium Magdeburg genehmigt. Es ist im Landesarchiv Sachsen-Anhalt unter der Wappenrollennummer 9/2003 registriert.
Blasonierung: „Geviert von Silber und Rot; Feld 1: eine grüne Buche, Feld 2: vier (2:2) dreiblättrige (1:2) silberne Blüten, Feld 3: drei im rechten Winkel abwärts kehrend gestellte dreiblättrige (1:2) silberne Blüten, Feld 4: ein blauer Wellenbalken.“
Die Farben des Ortes sind Weiß-Rot.
Die Einheitsgemeinde Aue-Fallstein übernahm das Wappen der aufgelösten Verwaltungsgemeinschaft Aue-Fallstein.

## Gemeindepartnerschaften
Eine Partnerschaft besteht seit 1995 mit Lisses in Frankreich, die von Osterwieck fortgeführt wird.

## Sehenswürdigkeiten
- Wasserburg Westerburg, bei Rohrsheim, bedeutende frühmittelalterliche, fränkische Burganlage im Harzraum.